# Fehérvár Football Club
Maillots
Dernière mise à jour : 10 juillet 2025.
Le Fehérvár Football Club est un club de football hongrois basé à Székesfehérvár et fondé en 1941. En 2018 le club, auparavant dénommé Videoton FC puis MOL Fehérvár Football Club, change d'appellation pour prendre en compte le nom de son principal actionnaire, la compagnie pétrolière et gazière hongroise privée MOL. Le club est triple champion de Hongrie en 2011, 2015 et 2018.

## Histoire

### Dates clés
- 1941 : Fondation du club sous le nom de Vadásztölténygyári SK
- 1944 : le club est renommé Vadásztölténygyári Vasas SE
- 1948 : le club est renommé FDSE Vadásztölténygyár
- 1950 : le club est renommé Vadásztöltenygyári Vasas SK
- 1962 : le club est renommé Székesfehérvári VT Vasas
- 1968 : le club est renommé Székesfehérvári Videoton SC
- 1974 : 1re participation à une Coupe d'Europe (C3, saison 1974/75)
- 1985 : Finaliste de la Coupe UEFA
- 1990 : le club est renommé Videoton Székesfehérvár
- 1991 : le club est renommé Videoton FC Székesfehérvár
- 1993 : le club est renommé Parmalat FC Székesfehérvár
- 1995 : le club est renommé Fehérvár Parmalat FC
- 1996 : le club est renommé Fehérvár '96 FC
- 1996 : le club est renommé Fehérvár Parmalat '96 FC
- 1996 : le club est renommé Videoton FC Fehérvár
- 2004 : le club est renommé FC Fehérvár
- 2006 : Premier titre en Coupe de Hongrie
- 2009 : le club est renommé Videoton FC
- 2011 : Premier titre de champion de Hongrie
- 2015 : Deuxième titre de champion de Hongrie
- 2018 : le club est renommé MOL Vidi FC
- 2019 : le club est renommé MOL Fehérvár FC[3]
- 2023 : le club est renommé Fehérvár FC

### Fondation et débuts
Fondée en 1941 sous l'appellation Székesfehérvári Vadásztölténygyár SK par la société d'armement Székesfehérvári Vadásztölténygyár basée à Székesfehérvár, le club était dans ses premières années composé de travailleurs locaux de la manufacture. La première équipe entra en compétition dans le Championnat du Comitat de Fejér en 1942-1943 et le remporta par la suite. En 1948, le club est divisé en trois équipes, dont une est reversée en Nemzeti Bajnokság III (troisième division du championnat national), la seconde dans la Première Division du Championnat du Comitat et la troisième en Deuxième Division du Championnat du Comitat. En 1950, les ouvriers de l'usine fondent leur propre équipe dans l'espoir d'obtenir de meilleurs résultats, et le club a été rebaptisé Vadásztölténygyári Vasas SK le 10 mars. Le 3 janvier 1956, les différentes équipes réunissent leurs forces dans une seule et même équipe. Celle-ci remporte le Championnat du Comitat par une marge très large, et, après avoir remporté la compétition mettant aux prises les champions des différents comitats du pays, elle se qualifie pour le Nemzeti Bajnokság II (deuxième division du championnat national) pour la saison 1957-1958.

### Histoire récente
Deux saisons se détachent particulièrement.
La saison 1984-1985 où le club atteint la finale de la Coupe de l'UEFA face au Real Madrid. Le parcours de l'équipe est remarquable avec les éliminations du Paris SG en 1/16e de finale et de Manchester United en quarts de finale.
La saison 2010-2011 est en tout point remarquable puisque le club obtient pour la première fois le titre de champion de Hongrie. Videoton est aussi finaliste de la Coupe et vainqueur de la Supercoupe.
Qualifié pour la Ligue Europa 2012-2013, Videoton parvient à se hisser en phase de groupe après trois tours préliminaires. Le club hongrois perd son premier match de poule en déplacement au RC Genk, puis remporte deux victoires consécutives à domicile contre le Sporting Portugal et le FC Bâle. Cela ne sera néanmoins pas suffisant : Videoton finira à la troisième place et ne se qualifie donc pas pour la suite de la compétition.
Le club a également éliminé, lors du troisième tour de qualification de la Ligue Europa 2017-2018, le club français des FC Girondins de Bordeaux.
Deux ans plus tard, ils élimineront un autre club français, le Stade de Reims.

## Bilan sportif

### Palmarès
| Compétitions nationales | Compétitions internationales        |
| - Championnat de Hongrie - Champion (3) : 2011, 2015 et 2018. - Vice-champion (7) : 1976, 2010, 2012, 2013, 2016, 2017, 2019 et 2020. - Coupe de Hongrie - Vainqueur (2) : 2006 et 2019. - Finaliste (5) : 1982, 2001, 2011, 2015 et 2021. - Coupe de la Ligue hongroise - Vainqueur (3) : 2008, 2009 et 2012. - Finaliste (2) : 2013 et 2014. - Supercoupe de Hongrie - Vainqueur (2) : 2011 et 2012. - Finaliste (2) : 2006 et 2010. | - Coupe UEFA - Finaliste (1) : 1985 |

### Bilan européen

#### Bilan
| Compétition              | P  | M   | V  | N  | D  | BP  | BC  | Diff. |
| ------------------------ | -- | --- | -- | -- | -- | --- | --- | ----- |
| Ligue des champions (C1) | 3  | 14  | 4  | 7  | 3  | 13  | 13  | 0     |
| Ligue Europa (C3)        | 16 | 78  | 27 | 20 | 31 | 81  | 86  | -5    |
| Ligue Conférence (C4)    | 3  | 12  | 5  | 2  | 5  | 17  | 15  | +2    |
| Coupe Intertoto          | 1  | 2   | 0  | 1  | 1  | 4   | 5   | -1    |
| Total                    | 23 | 106 | 36 | 30 | 40 | 115 | 119 | -4    |

#### Résultats
Légende
- Victoire ou qualification pour le tour suivant
- Match nul
- Défaite ou élimination de la compétition

Note : dans les résultats ci-dessous, le score du club est toujours donné en premier
| Saison    | Compétition             | Tour                | Club                  | Domicile | Extérieur | Total             |
| --------- | ----------------------- | ------------------- | --------------------- | -------- | --------- | ----------------- |
| 1974-1975 | Coupe UEFA              | Premier tour        | SSC Naples            | 1 - 1    | 0 - 2     | 1 - 3             |
| 1976-1977 | Coupe UEFA              | Premier tour        | Fenerbahçe SK         | 4 - 0    | 1 - 2     | 5 - 2             |
| 1976-1977 | Coupe UEFA              | Seizièmes de finale | Wacker Innsbruck      | 1 - 0    | 1 - 1     | 2 - 1             |
| 1976-1977 | Coupe UEFA              | Huitièmes de finale | FC Magdebourg         | 1 - 0    | 0 - 5     | 1 - 5             |
| 1981-1982 | Coupe UEFA              | Premier tour        | Rapid Vienne          | 0 - 2    | 2 - 2     | 2 - 4             |
| 1984-1985 | Coupe UEFA              | Premier tour        | Dukla Prague          | 1 - 0    | 0 - 0     | 1 - 0             |
| 1984-1985 | Coupe UEFA              | Seizièmes de finale | Paris Saint-Germain   | 1 - 0    | 4 - 2     | 5 - 2             |
| 1984-1985 | Coupe UEFA              | Huitièmes de finale | Partizan Belgrade     | 5 - 0    | 0 - 2     | 5 - 2             |
| 1984-1985 | Coupe UEFA              | Quarts de finale    | Manchester United     | 1 - 0 ap | 0 - 1     | 1 - 1 (5 - 4 tab) |
| 1984-1985 | Coupe UEFA              | Demi-finales        | Željezničar Sarajevo  | 3 - 1    | 1 - 2     | 4 - 3             |
| 1984-1985 | Coupe UEFA              | Finale              | Real Madrid           | 0 - 3    | 1 - 0     | 1 - 3             |
| 1985-1986 | Coupe UEFA              | Premier tour        | Malmö FF              | 1 - 0    | 2 - 3     | 3E - 3            |
| 1985-1986 | Coupe UEFA              | Seizièmes de finale | Legia Varsovie        | 0 - 1    | 1 - 1     | 1 - 2             |
| 1989-1990 | Coupe UEFA              | Premier tour        | Hibernian FC          | 0 - 3    | 0 - 1     | 0 - 4             |
| 2003      | Coupe Intertoto         | Premier tour Q      | Ararat Erevan         | 1 - 1    | 0 - 2     | 1 - 3             |
| 2006-2007 | Coupe UEFA              | Premier tour Q      | Kaïrat Almaty         | 1 - 0    | 1 - 2     | 2E - 2            |
| 2006-2007 | Coupe UEFA              | Deuxième tour Q     | Grasshoppers Zurich   | 1 - 1    | 0 - 2     | 1 - 3             |
| 2010-2011 | Ligue Europa            | Deuxième tour Q     | NK Maribor            | 1 - 1    | 0 - 2     | 1 - 3             |
| 2011-2012 | Ligue des champions     | Deuxième tour Q     | Sturm Graz            | 3 - 2    | 0 - 2     | 3 - 4             |
| 2012-2013 | Ligue Europa            | Deuxième tour Q     | Slovan Bratislava     | 0 - 0    | 1 - 1     | 1E - 1            |
| 2012-2013 | Ligue Europa            | Troisième tour Q    | KAA La Gantoise       | 1 - 0    | 3 - 0     | 4 - 0             |
| 2012-2013 | Ligue Europa            | Barrages Q          | Trabzonspor           | 0 - 0 ap | 0 - 0     | 0 - 0 (4 - 2 tab) |
| 2012-2013 | Ligue Europa            | Groupe G            | Sporting Portugal     | 3 - 0    | 1 - 2     | Troisième         |
| 2012-2013 | Ligue Europa            | Groupe G            | FC Bâle               | 2 - 1    | 0 - 1     | Troisième         |
| 2012-2013 | Ligue Europa            | Groupe G            | KRC Genk              | 0 - 1    | 0 - 3     | Troisième         |
| 2013-2014 | Ligue Europa            | Premier tour Q      | Mladost Podgorica     | 2 - 1    | 0 - 1     | 2 - 2E            |
| 2015-2016 | Ligue des champions     | Deuxième tour Q     | The New Saints        | 1 - 1 ap | 1 - 0     | 2 - 1             |
| 2015-2016 | Ligue des champions     | Troisième tour Q    | BATE Borisov          | 1 - 1    | 0 - 1     | 1 - 2             |
| 2015-2016 | Ligue Europa            | Barrages Q          | Lech Poznań           | 0 - 1    | 0 - 3     | 0 - 4             |
| 2016-2017 | Ligue Europa            | Premier tour Q      | Zaria Bălți           | 3 - 0    | 0 - 2     | 3 - 2             |
| 2016-2017 | Ligue Europa            | Deuxième tour Q     | FK Čukarički          | 2 - 0    | 1 - 1     | 3 - 1             |
| 2016-2017 | Ligue Europa            | Troisième tour Q    | FC Midtjylland        | 0 - 1    | 1 - 1 ap  | 1 - 2             |
| 2017-2018 | Ligue Europa            | Premier tour Q      | Balzan FC             | 2 - 0    | 3 - 3     | 5 - 3             |
| 2017-2018 | Ligue Europa            | Deuxième tour Q     | Nõmme Kalju           | 1 - 1    | 3 - 0     | 4 - 1             |
| 2017-2018 | Ligue Europa            | Troisième tour Q    | Girondins de Bordeaux | 1 - 0    | 1 - 2     | 2E - 2            |
| 2017-2018 | Ligue Europa            | Barrages Q          | Partizan Belgrade     | 0 - 4    | 0 - 0     | 0 - 4             |
| 2018-2019 | Ligue des champions     | Premier tour Q      | F91 Dudelange         | 2 - 1    | 1 - 1     | 3 - 2             |
| 2018-2019 | Ligue des champions     | Deuxième tour Q     | Ludogorets Razgrad    | 1 - 0    | 0 - 0     | 3 - 2             |
| 2018-2019 | Ligue des champions     | Troisième tour Q    | Malmö FF              | 0 - 0    | 1 - 1     | 1E - 1            |
| 2018-2019 | Ligue des champions     | Barrages Q          | AEK Athènes           | 1 - 2    | 1 - 1     | 2 - 3             |
| 2018-2019 | Ligue Europa            | Groupe L            | Chelsea FC            | 2 - 2    | 0 - 1     | Troisième         |
| 2018-2019 | Ligue Europa            | Groupe L            | PAOK Salonique        | 1 - 0    | 2 - 0     | Troisième         |
| 2018-2019 | Ligue Europa            | Groupe L            | BATE Borisov          | 0 - 2    | 0 - 2     | Troisième         |
| 2019-2020 | Ligue Europa            | Premier tour Q      | Zeta Golubovci        | 0 - 0    | 5 - 1     | 5 - 1             |
| 2019-2020 | Ligue Europa            | Deuxième tour Q     | FC Vaduz              | 1 - 0    | 0 - 2     | 1 - 2             |
| 2020-2021 | Ligue Europa            | Premier tour Q      | Bohemian FC           | 1 - 1 ap | N/A       | 1 - 1 (4 - 2 tab) |
| 2020-2021 | Ligue Europa            | Deuxième tour Q     | Hibernians FC         | N/A      | 1 - 0     | 1 - 0             |
| 2020-2021 | Ligue Europa            | Troisième tour Q    | Stade de Reims        | 0 - 0 ap | N/A       | 0 - 0 (4 - 1 tab) |
| 2020-2021 | Ligue Europa            | Barrages Q          | Standard de Liège     | N/A      | 1 - 3     | 1 - 3             |
| 2021-2022 | Ligue Europa Conférence | Premier tour Q      | Ararat Erevan         | 1 - 1    | 0 - 2     | 1 - 3             |
| 2022-2023 | Ligue Europa Conférence | Deuxième tour Q     | FK Qabala             | 4 - 1    | 1 - 2     | 5 - 3             |
| 2022-2023 | Ligue Europa Conférence | Troisième tour Q    | Petrocub Hîncești     | 5 - 0    | 2 - 1     | 7 - 1             |
| 2022-2023 | Ligue Europa Conférence | Barrages Q          | FC Cologne            | 0 - 3    | 2 - 1     | 2 - 4             |
| 2024-2025 | Ligue Conférence        | Deuxième tour Q     | FK Sumgayit           | 0 - 0    | 2 - 1     | 2 - 1             |
| 2024-2025 | Ligue Conférence        | Troisième tour Q    | Omónia Nicosie        | 0 - 2    | 0 - 1     | 0 - 3             |

## Identité du club

### Changements de nom
- 1941 : Vadásztölténygyári SK
- 1942–1944 : Székesfehérvári MOVE Vadásztölténygyár Sport és Kultur Egyesület
- 1944–1948 : Székesfehérvári SE
- 1948–1950 : Székesfehérvári Dolgozók SE
- 1950–1962 : Székesfehérvári Vasas SK
- 1962–1968 : Székesfehérvári VT Vasas
- 1968–1990 : Videoton Sport Club
- 1990–1992 : Videoton-Waltham SC
- 1992–1993 : Videoton-Waltham FC
- 1993–1995 : Parmalat FC
- 1995–1996 : Fehérvár-Parmalat FC
- 1996 : Fehérvár '96 FC
- 1996–1997 : Videoton FC Fehérvár
- 1997–2005 : Videoton FC
- 2005–2009 : FC Fehérvár
- 2009–2018 : Videoton FC
- 2018-2019 : MOL Vidi FC
- 2019- : MOL Fehérvár FC

### Logos

1968-1990
1996-1997
2005-2009
2009-2018
2018-2019
Depuis 2019